# 村嶋歸之
村島 歸之（むらしま よりゆき、1891年10月20日 - 1965年1月13日）は、日本のジャーナリスト。

## 生涯
自由党衆議院議員滝口帰一の三男として奈良県に生まれる。早稲田大学政治経済学部を卒業する前に母方の姓を継ぎ、村嶋姓となる。1915年、大阪毎日新聞社に入社、売春、風俗、労働問題などに関心を持ち多くのルポルタージュをものする。1925年『歓楽の墓』を上梓して自身の買春を懺悔し、賀川豊彦により洗礼を受ける。以後、廃娼運動家、社会主義者として論陣を張る。谷崎潤一郎が「蓼食ふ蟲」を連載した際は担当記者。1946年賀川とともに平和学園を創設。近年著作選集全5巻が刊行された。長男は社会評論家の村嶋健一。

## 著書
- ドン底生活 文雅堂 1918
- サボタージユ 梅津書店 1920
- 団体交渉権の真相 労働者問題研究所 1921
- 日本労働総同盟大阪機械労働組合運動略史 1922年版（編）日本労働総同盟大阪機械労働組合 1922
- わが新開地 文化書院 1922
- 歓楽の墓 文化生活研究社 1925
- 労働争議の実際知識 科学思想普及会 1925
- ドン底の闇から サンデー・ニュース社 1926
- 労働問題早わかり 大阪労働学校出版部 1926
- 翼を失くした天使 不良少年の研究 日曜世界社 1927
- カフヱー 歓楽の王宮 文化生活研究会 1929
- 善き隣人 大阪府方面委員後援会 1929
- 産業と結核 麹町酒井書店 1942
- 太陽学校 弱いこどもの健康道場 鳴弦社 1943
- 美しき献身 清文堂書店 1948
- 賀川豊彦病中闘史 ともしび社 1958
- 愛と死の別れ 野の花にかよう夫婦の手紙 村島しづゑ共著 光文社 1964（カッパ・ブックス）
- 親馬鹿おやじ二代記 父から子へ、その子からまた子へ 村島健一共著 文化服装学院出版局 1970
- 村嶋歸之著作選集 津金澤聰廣、土屋礼子編　全5巻 柏書房 2004－05
- 吾が闘病 賀川豊彦共著 復刻改訂版 今吹出版社 2006

## 伝記
- 路地裏の社会史 大阪毎日新聞記者村嶋帰之の軌跡 木村和世 昭和堂、2007